# ОШ „Стеван Филиповић” ИО Кланица
ОШ „Стеван Филиповић” ИО Кланица је издвојено одељење матичне школе у Дивцима, почела је са радом 1954. године.
Од матичне школе удаљена је око 4 km и обухвата децу са подручја села Кланица. Настава се одвија у новом школском објекту изграђеном 1997. године и располаже са две савремене учионице, има наставничку канцеларију, мокри чвор и пратећи простор. У склопу школске зграде налази се стамбени простор предвиђен за учитеља, који се неколико година уназад користи за рад предшколске групе. Школско двориште је ограђено, а поседује и мање бетонирано игралиште.